# Röd/brun flugsvamp
Röd/brun flugsvamp (Amanita muscaria) är en svampart. Röd/brun flugsvamp ingår i släktet flugsvampar och familjen Amanitaceae.  Arten är reproducerande i Sverige.

## Underarter
Arten delas in i följande underarter:
- formosa
- muscaria
- aureola

## Bildgalleri

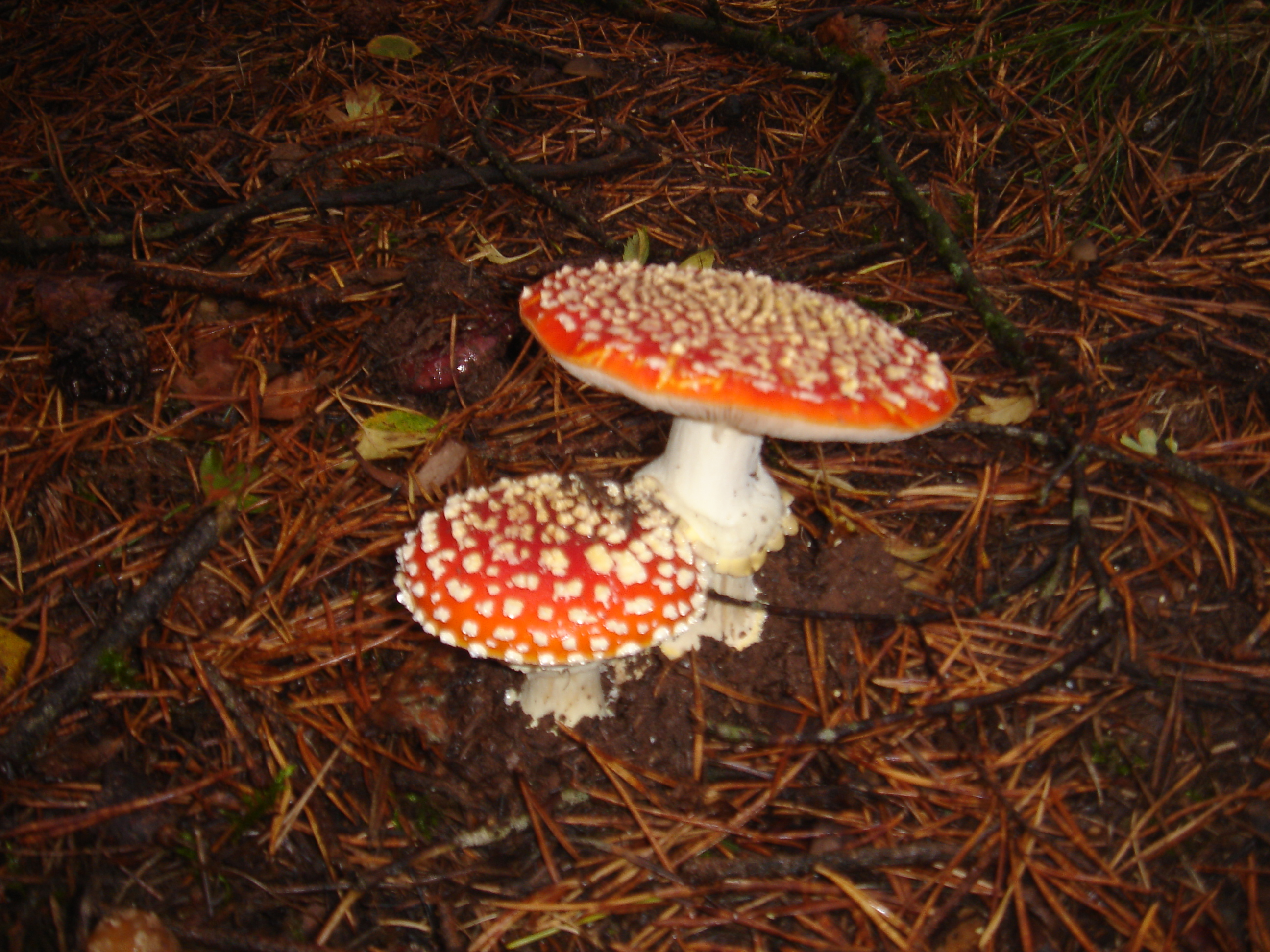
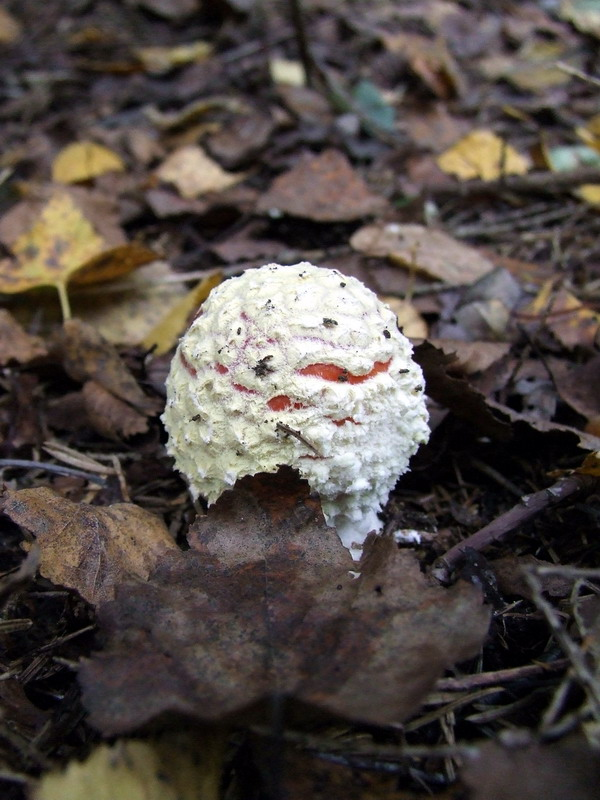
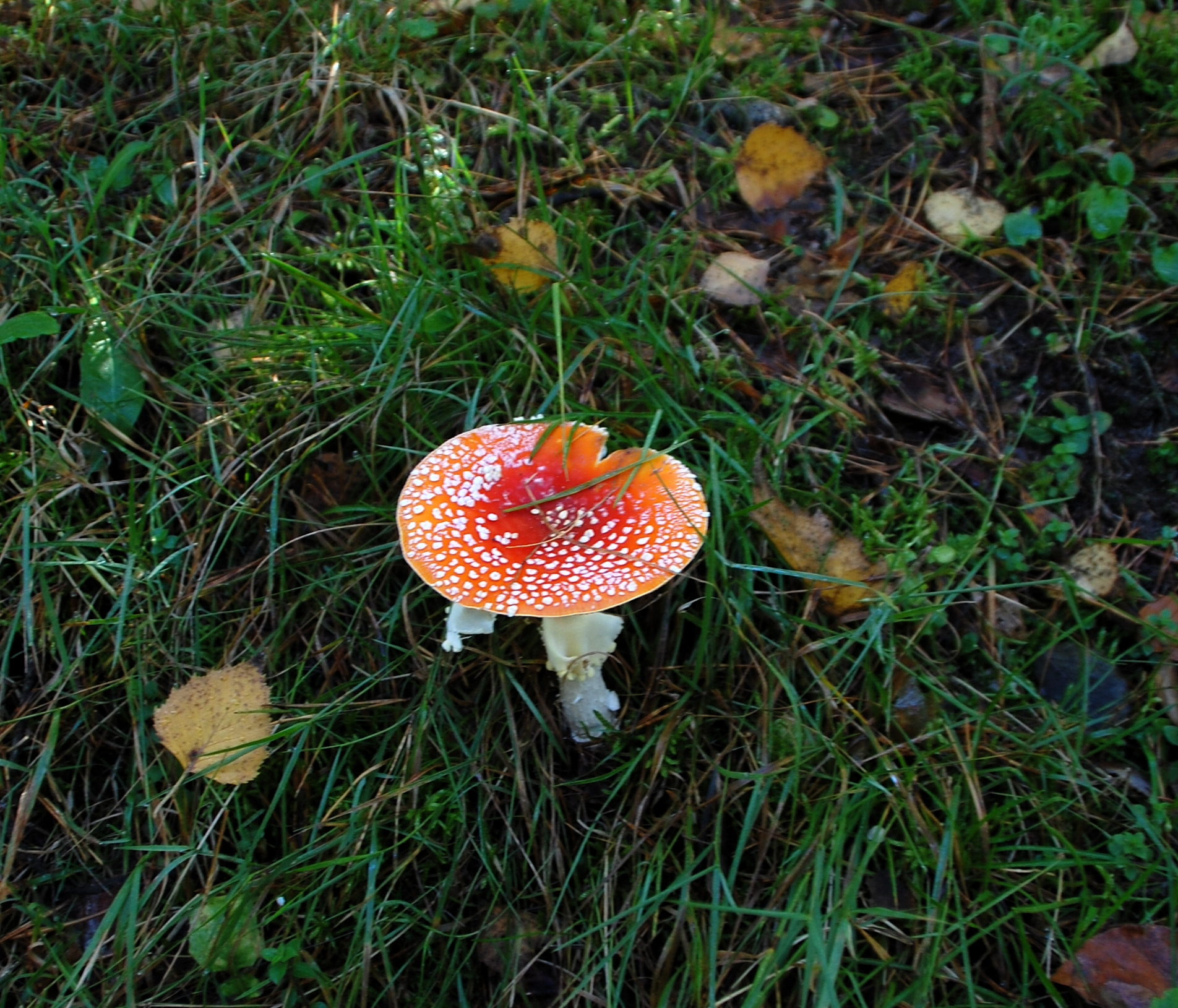
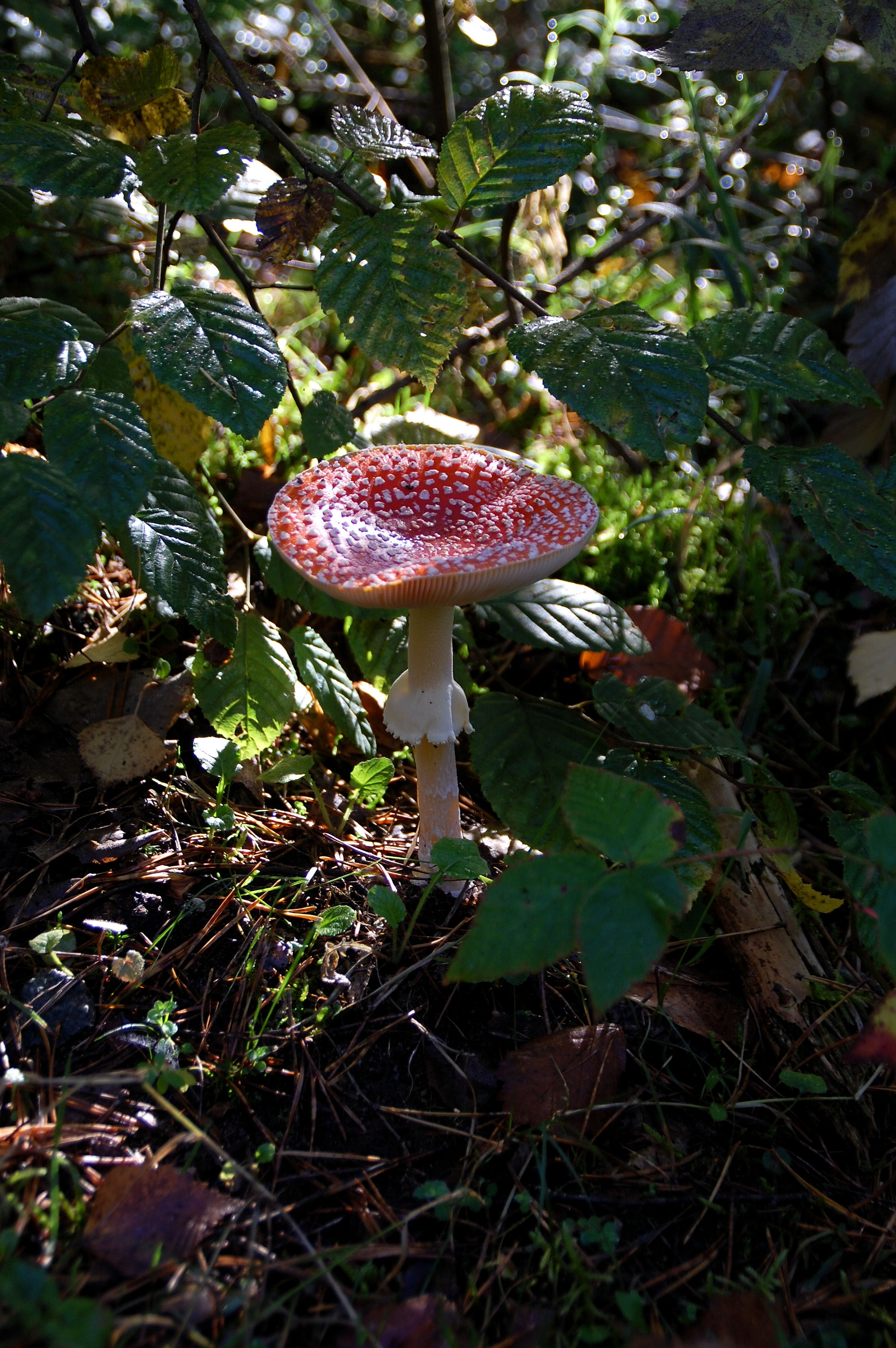
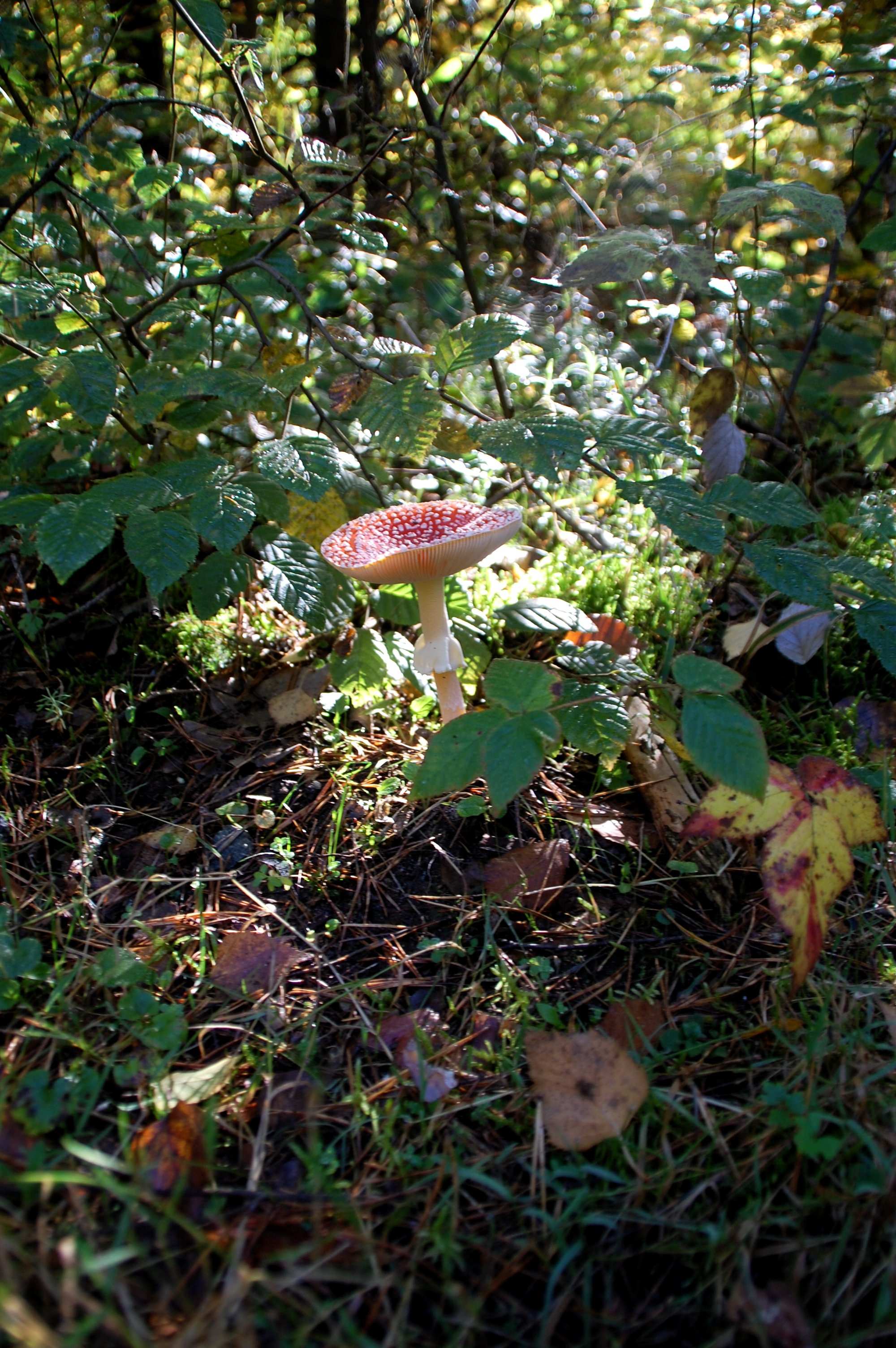
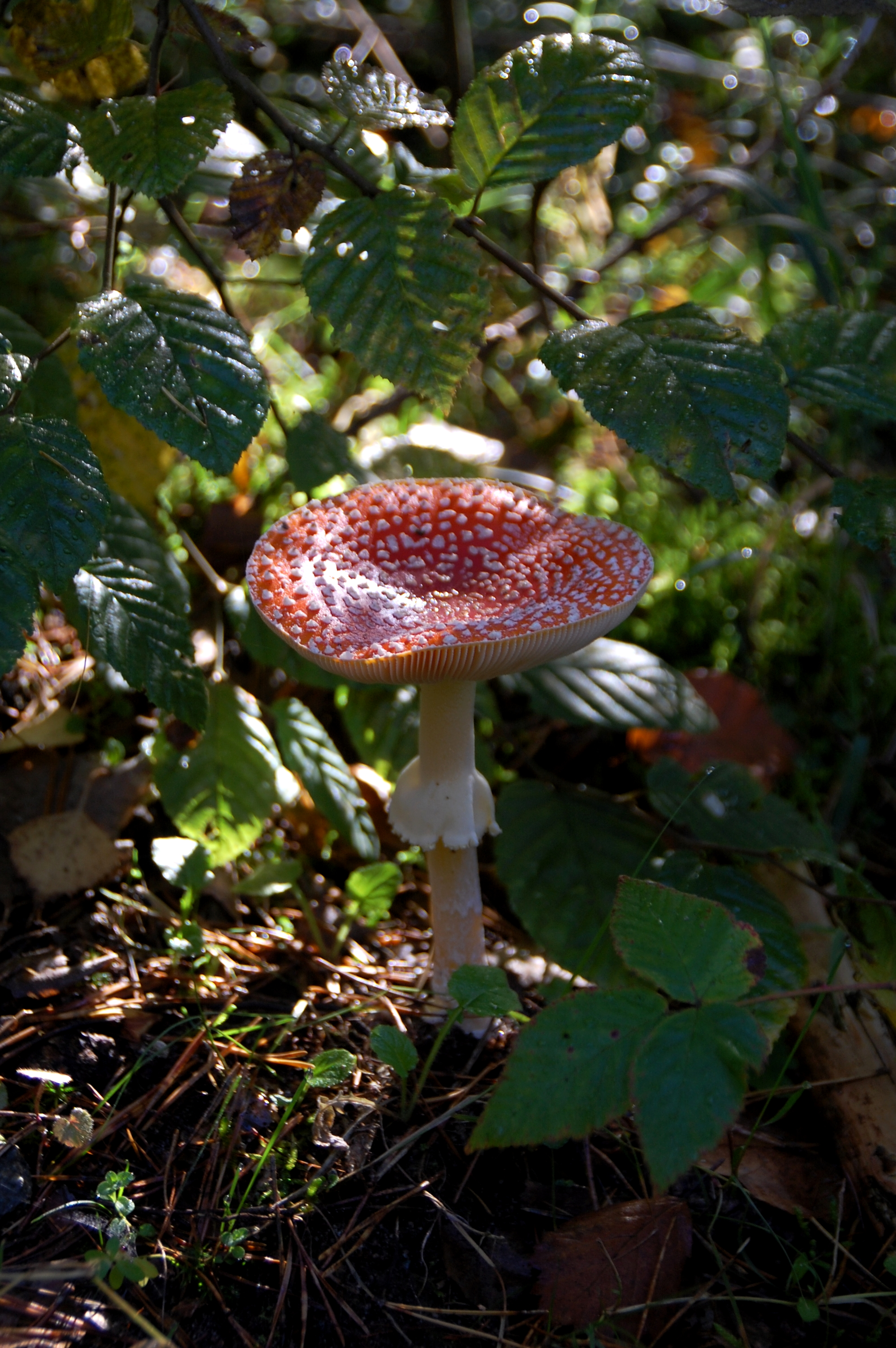
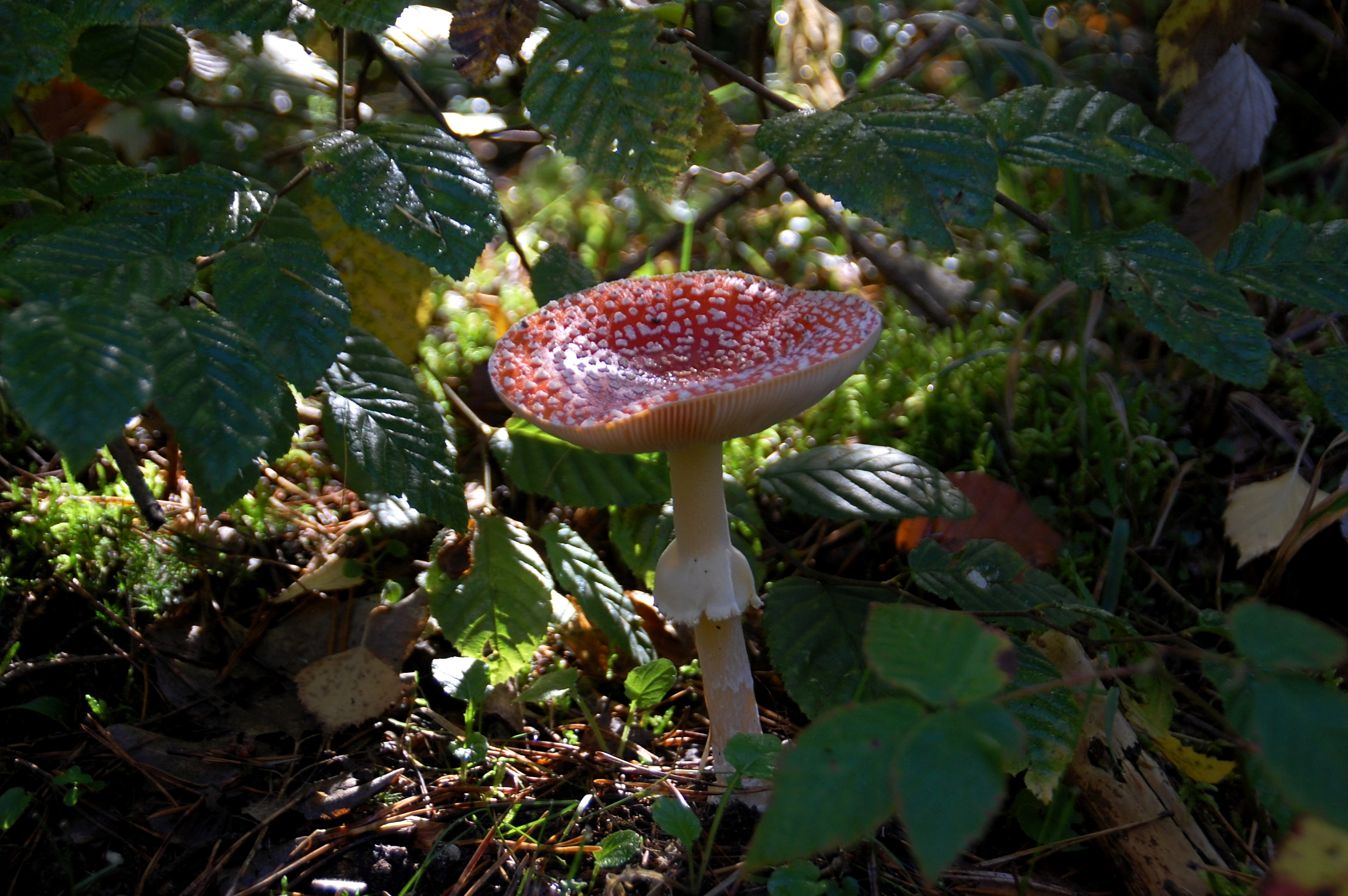
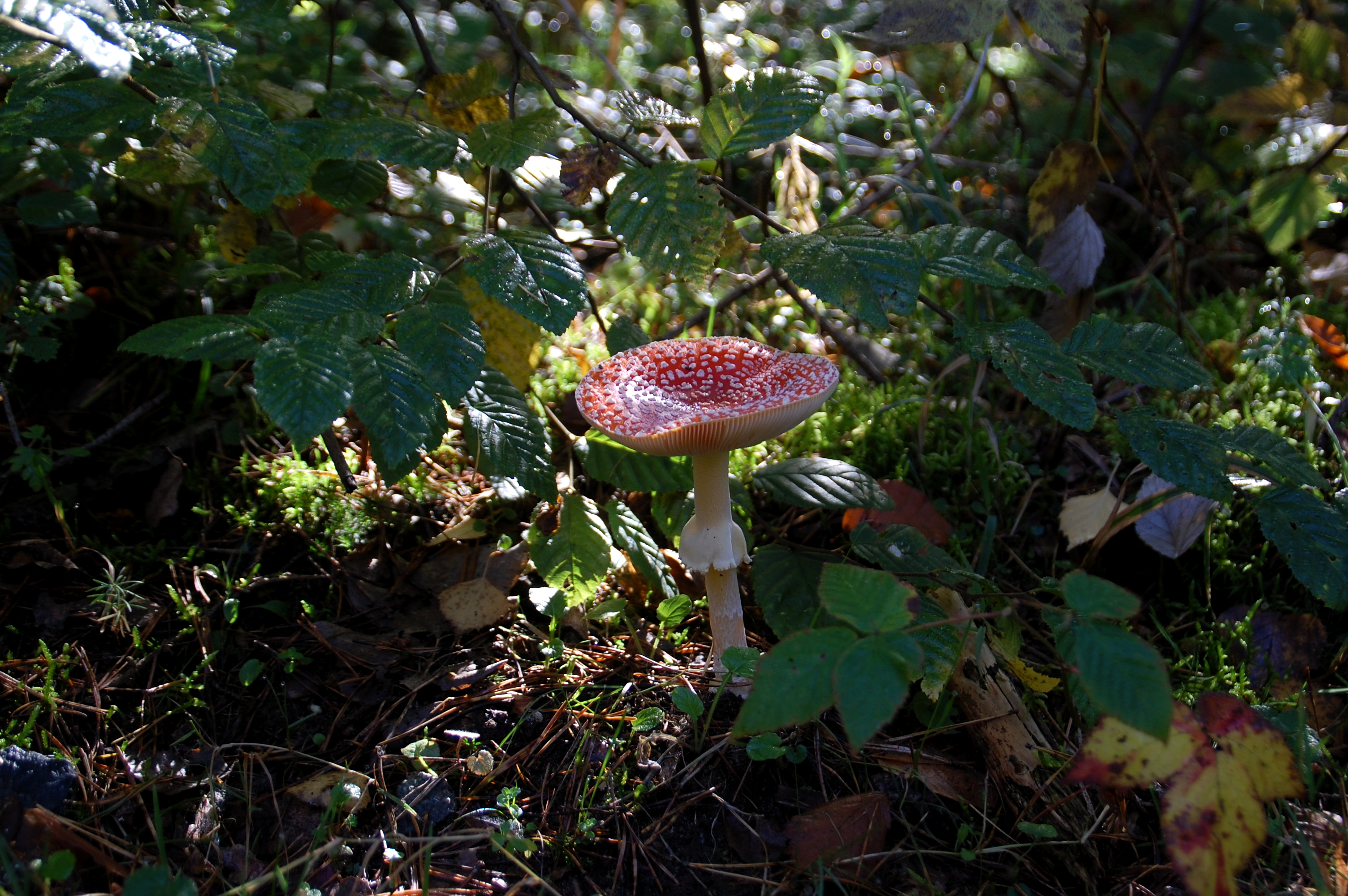
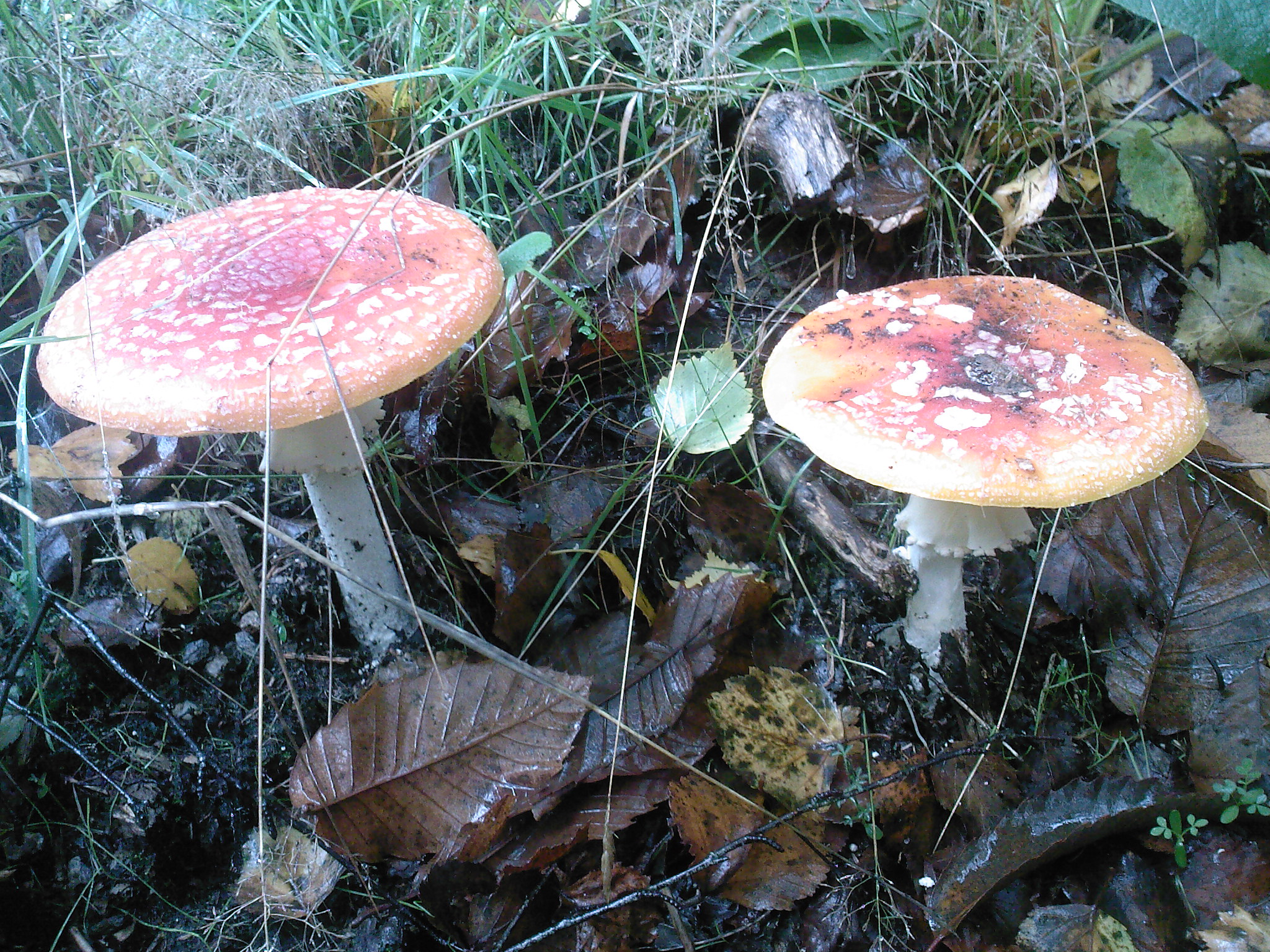
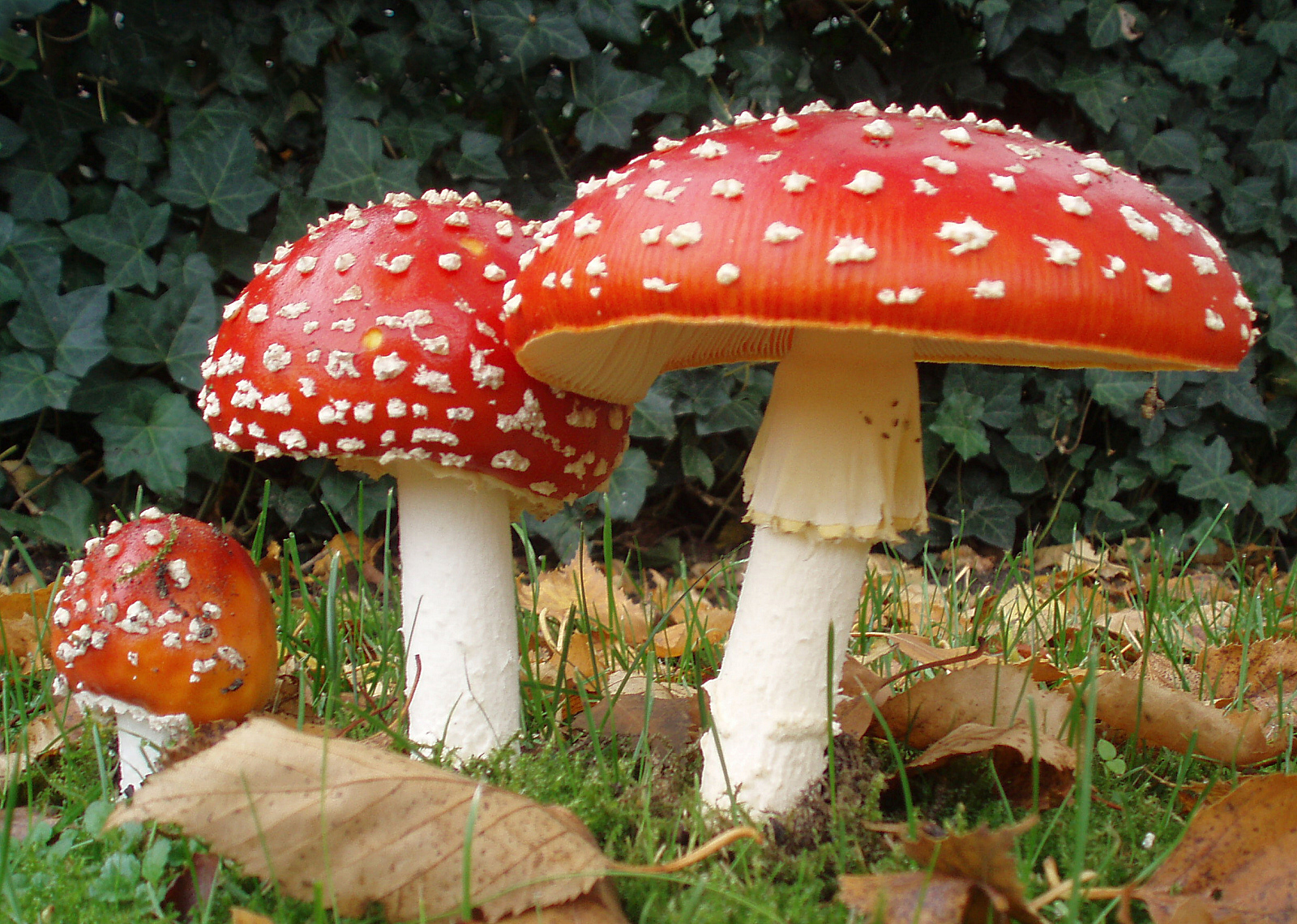
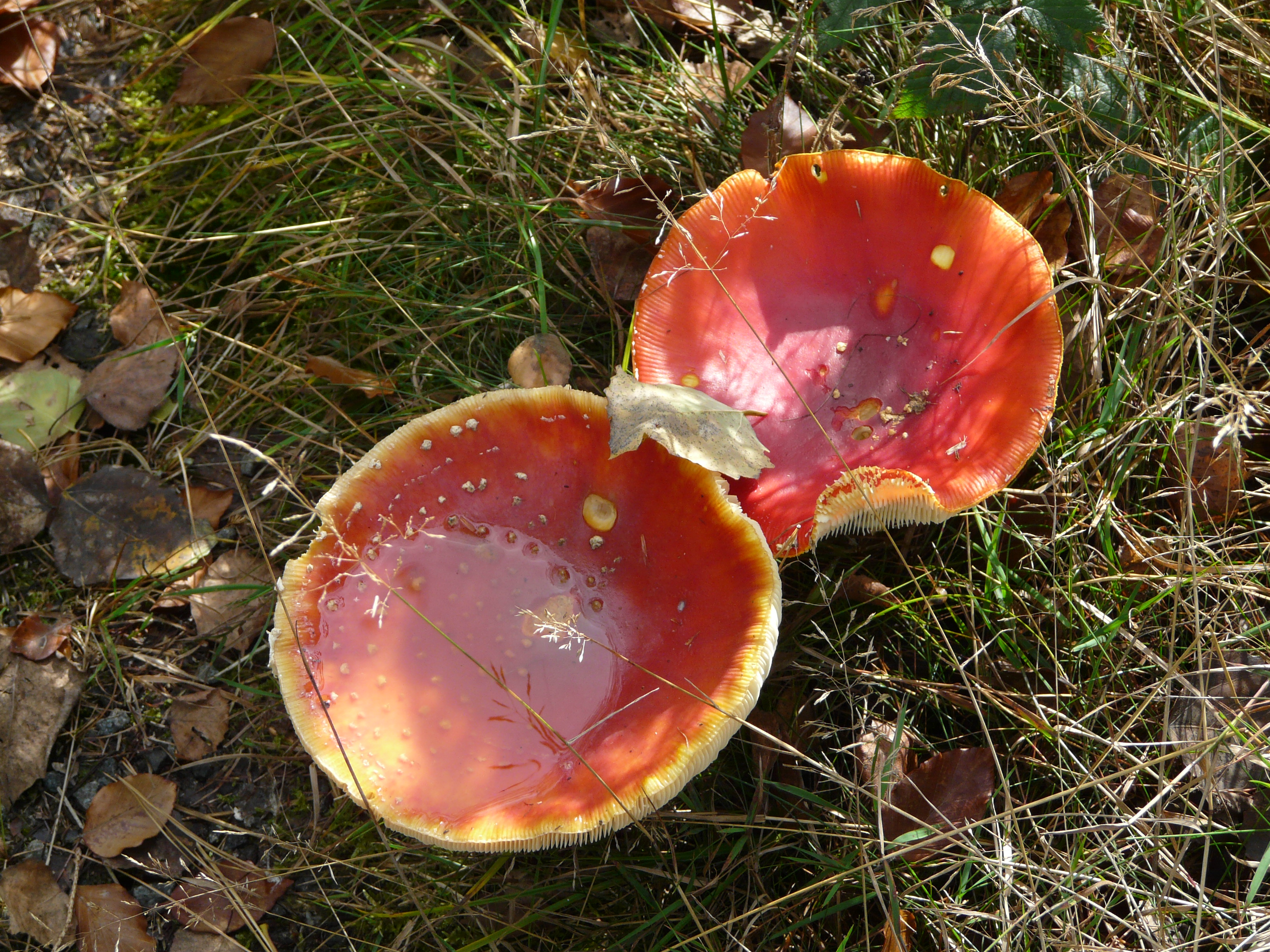
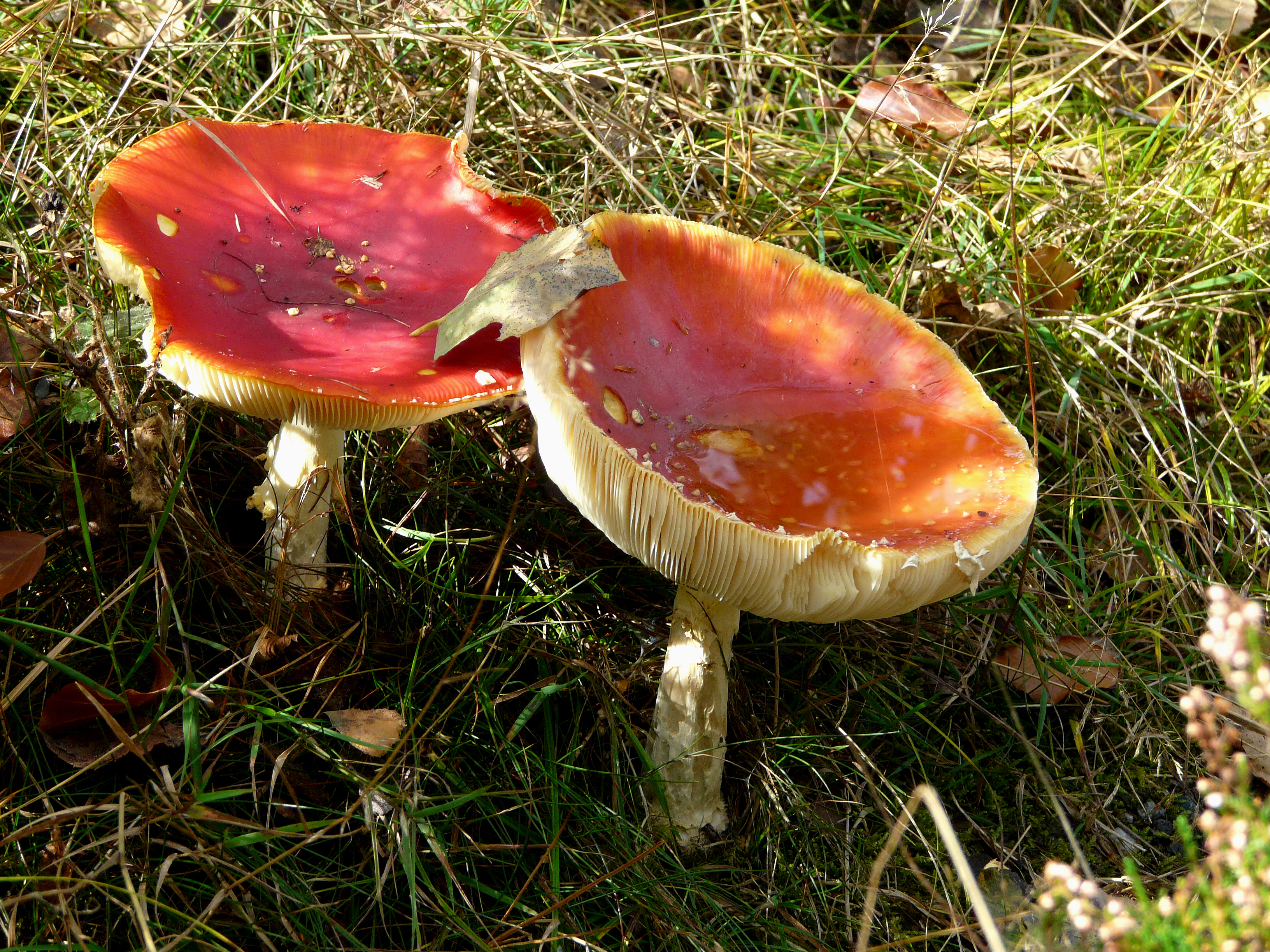
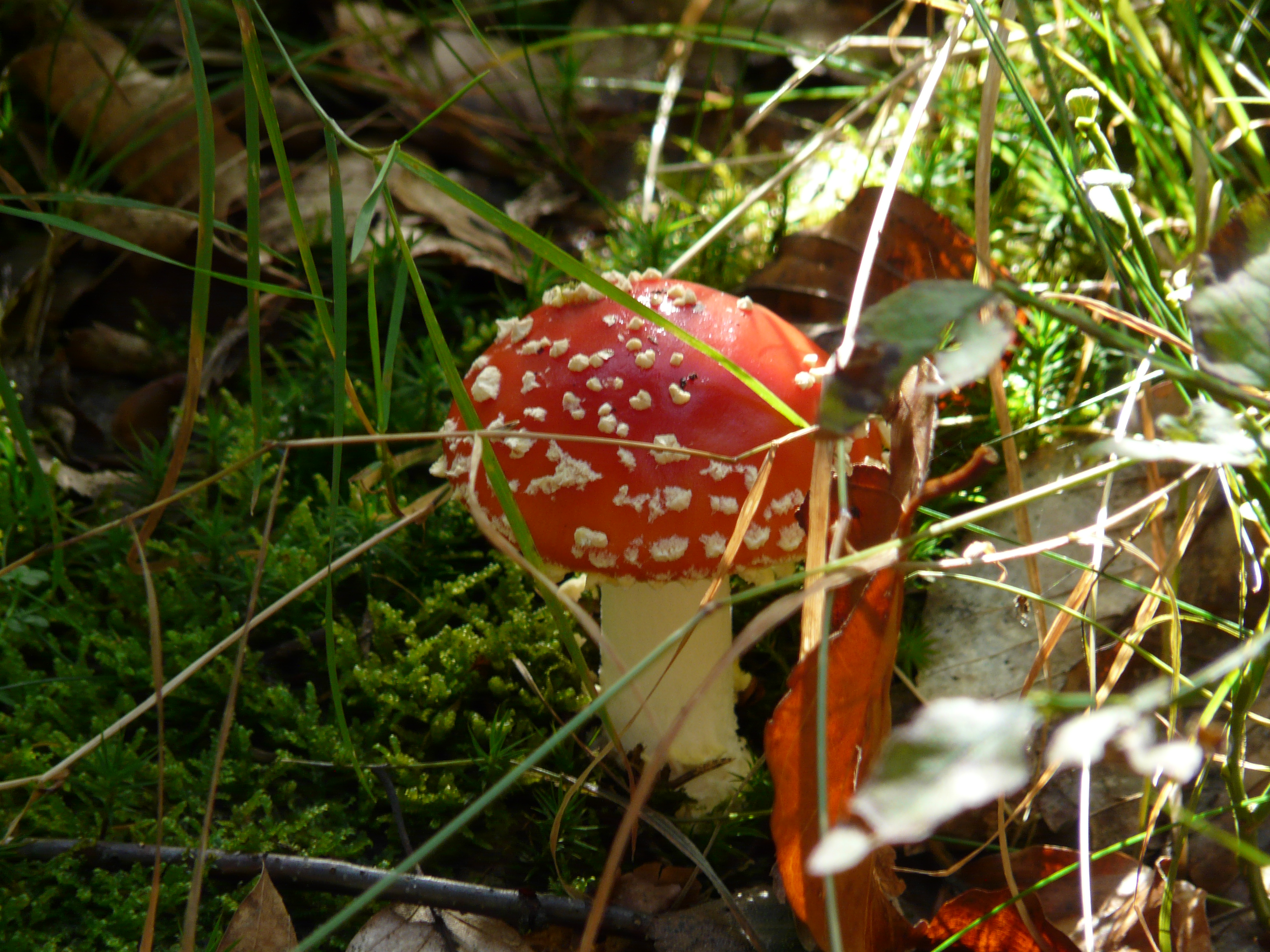
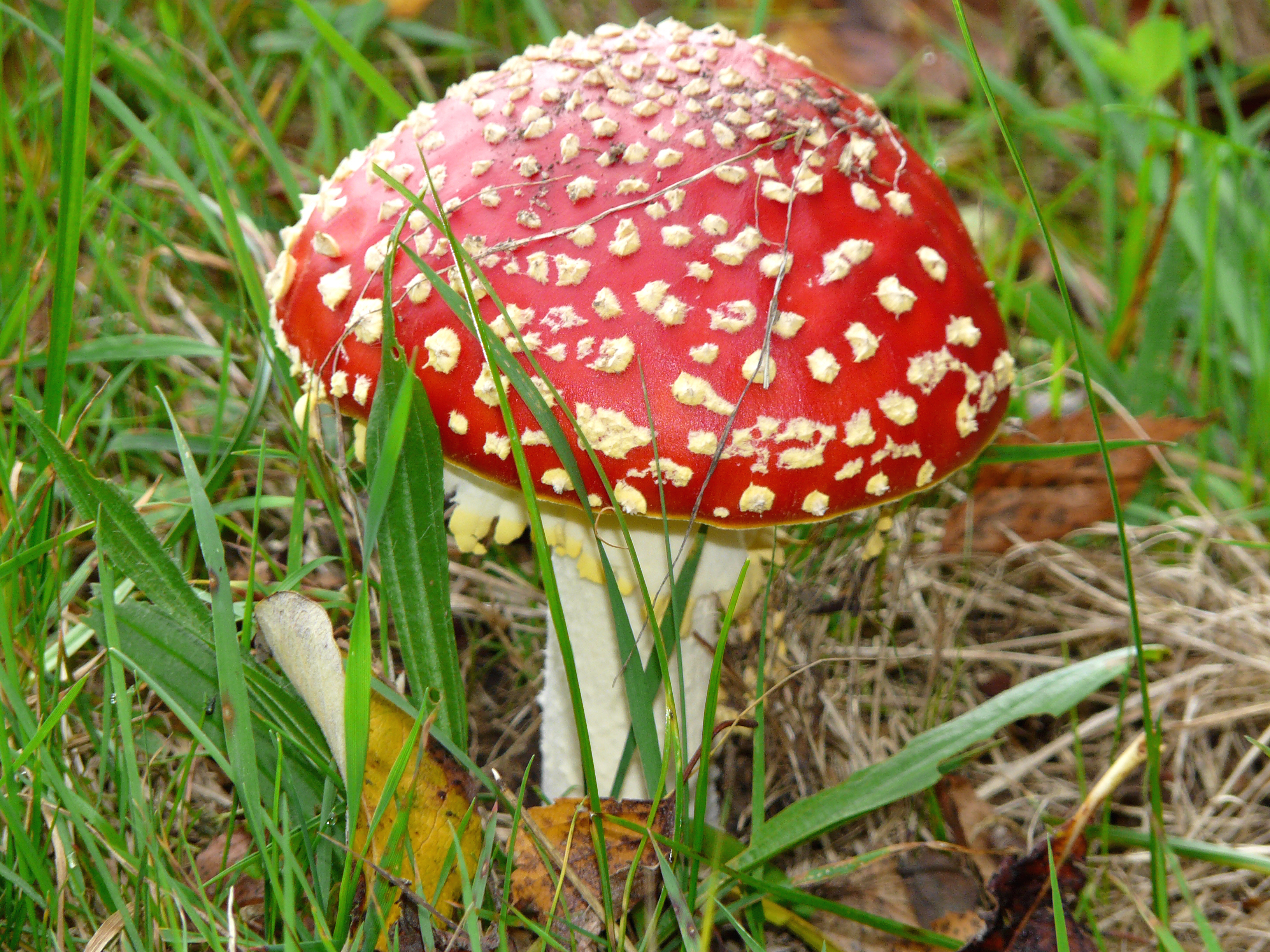
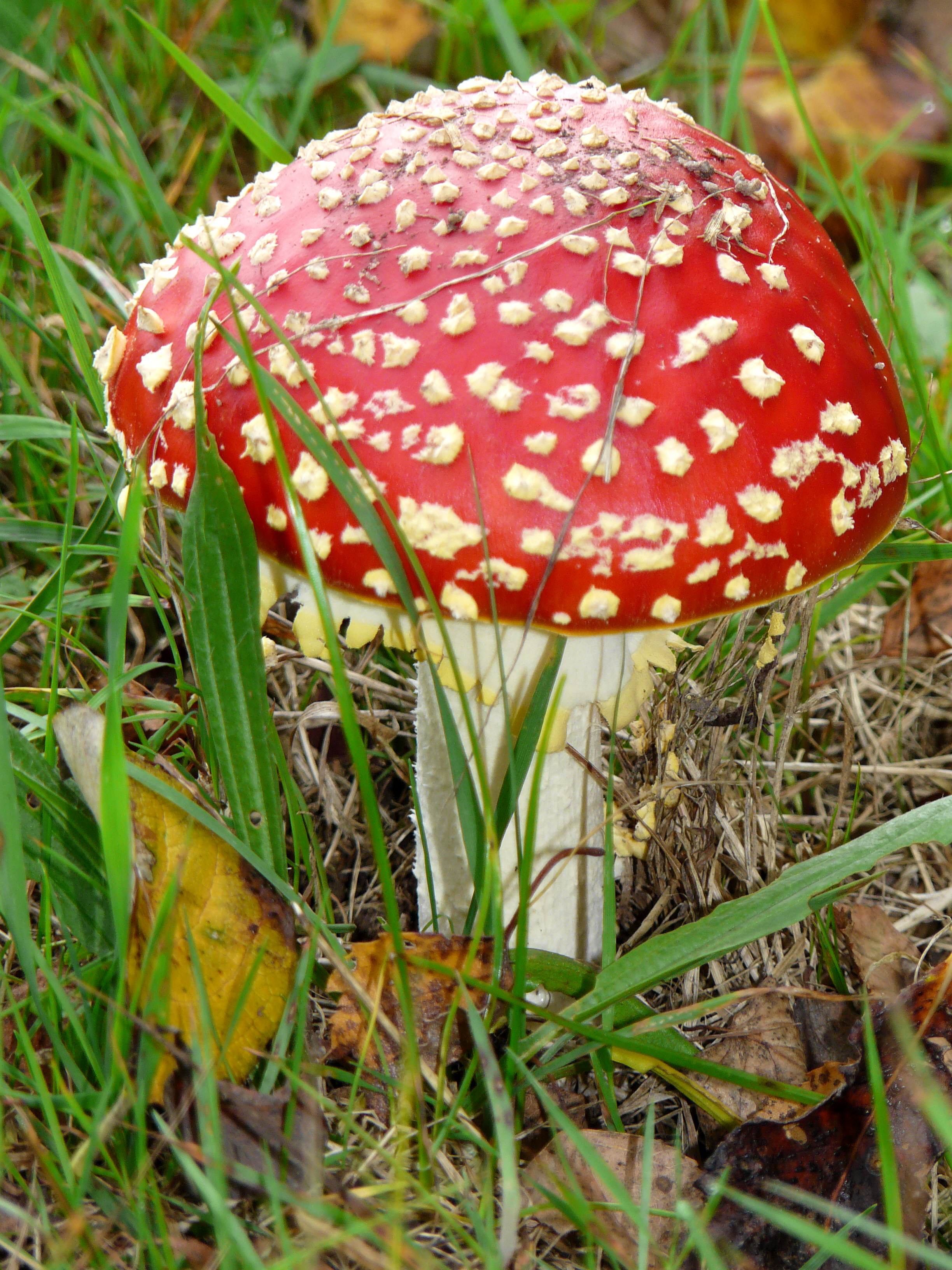
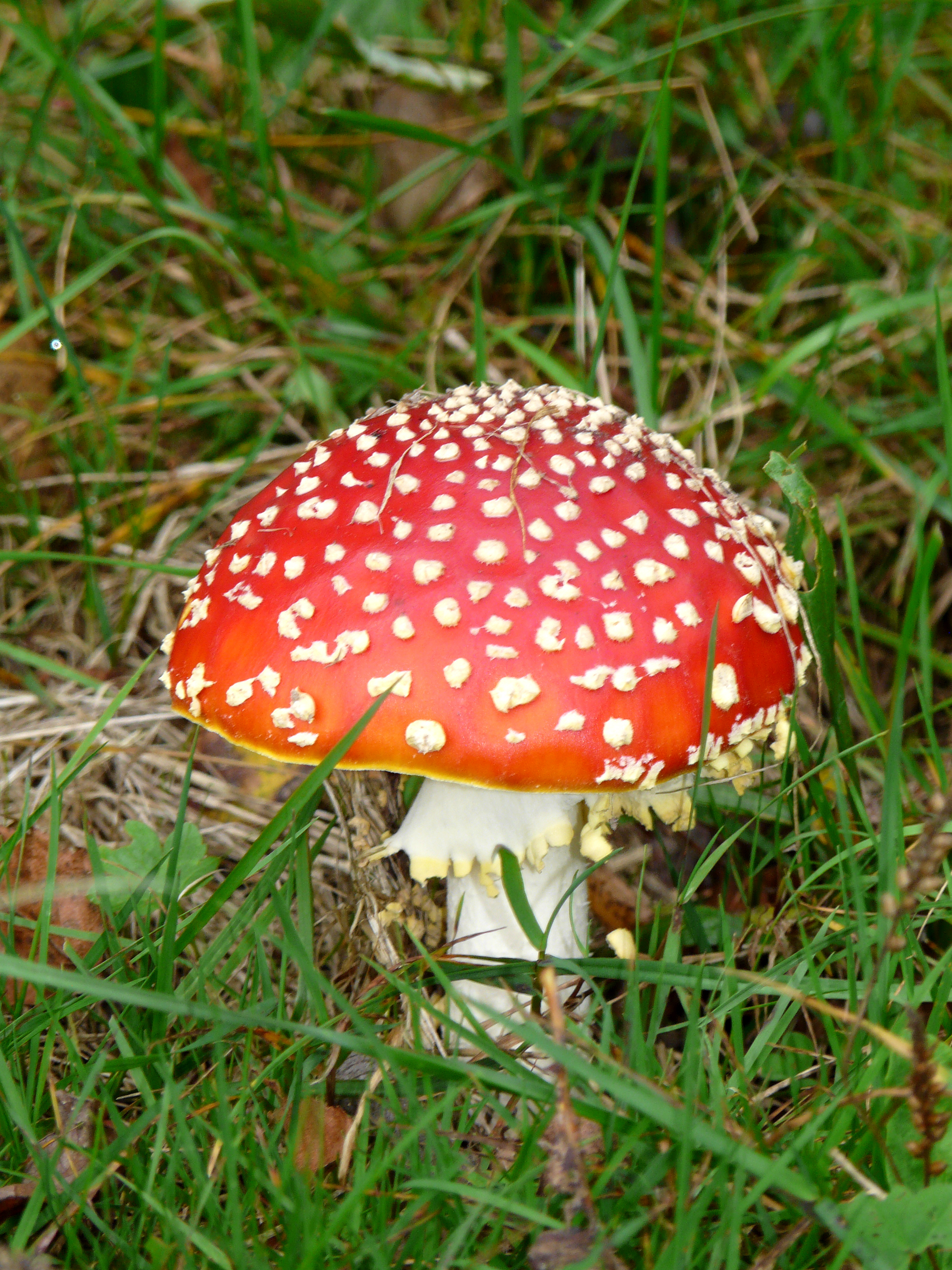
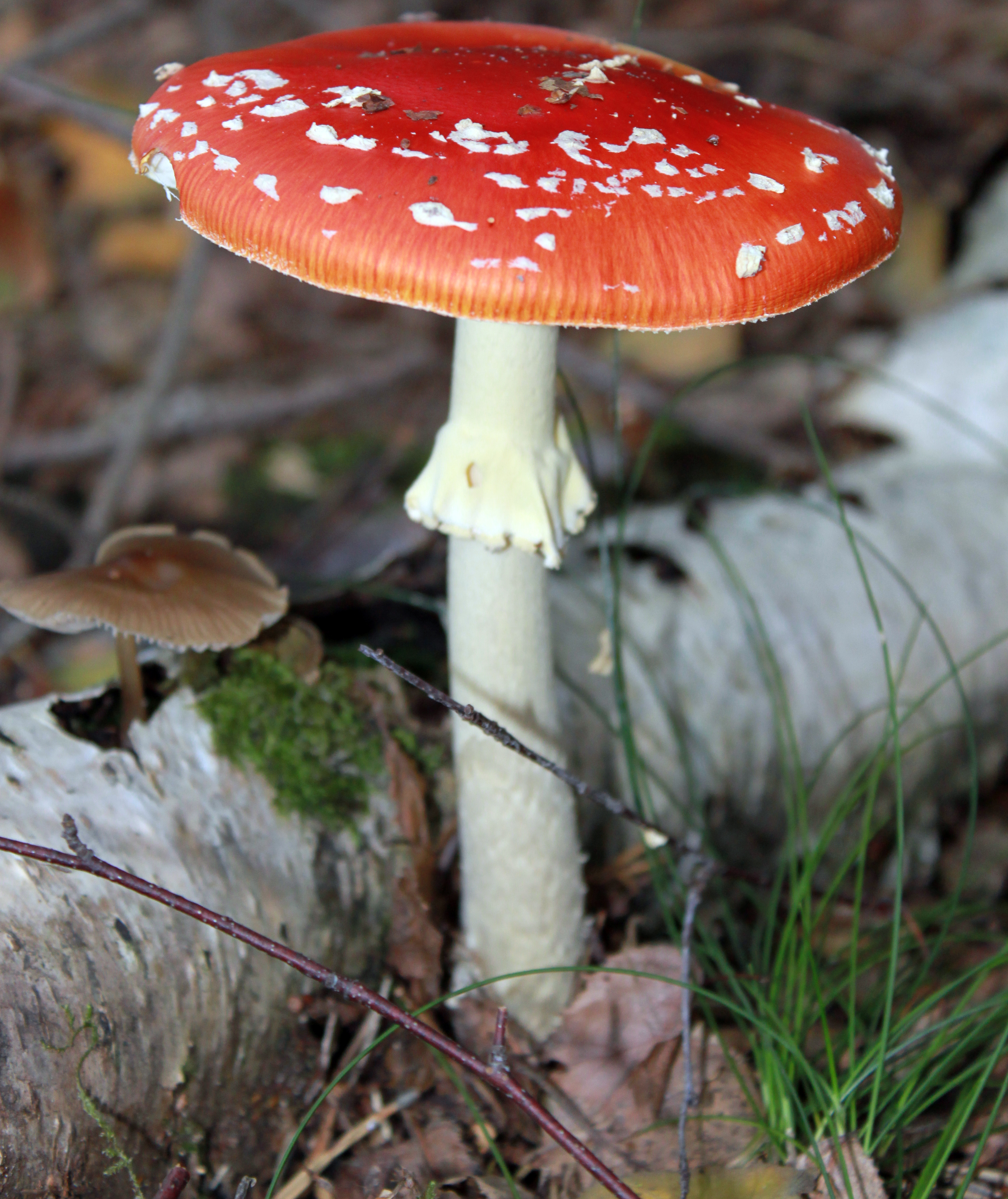
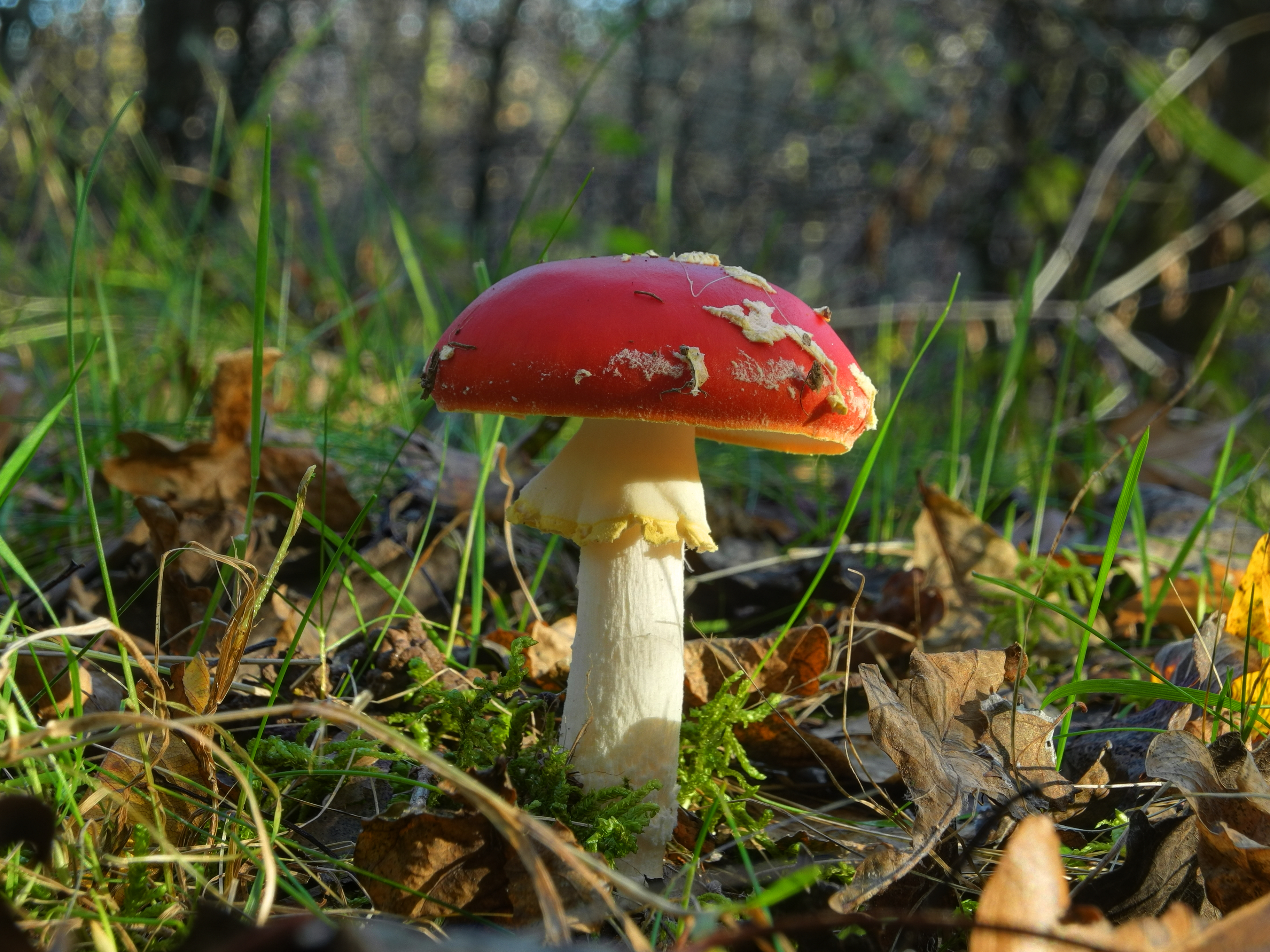
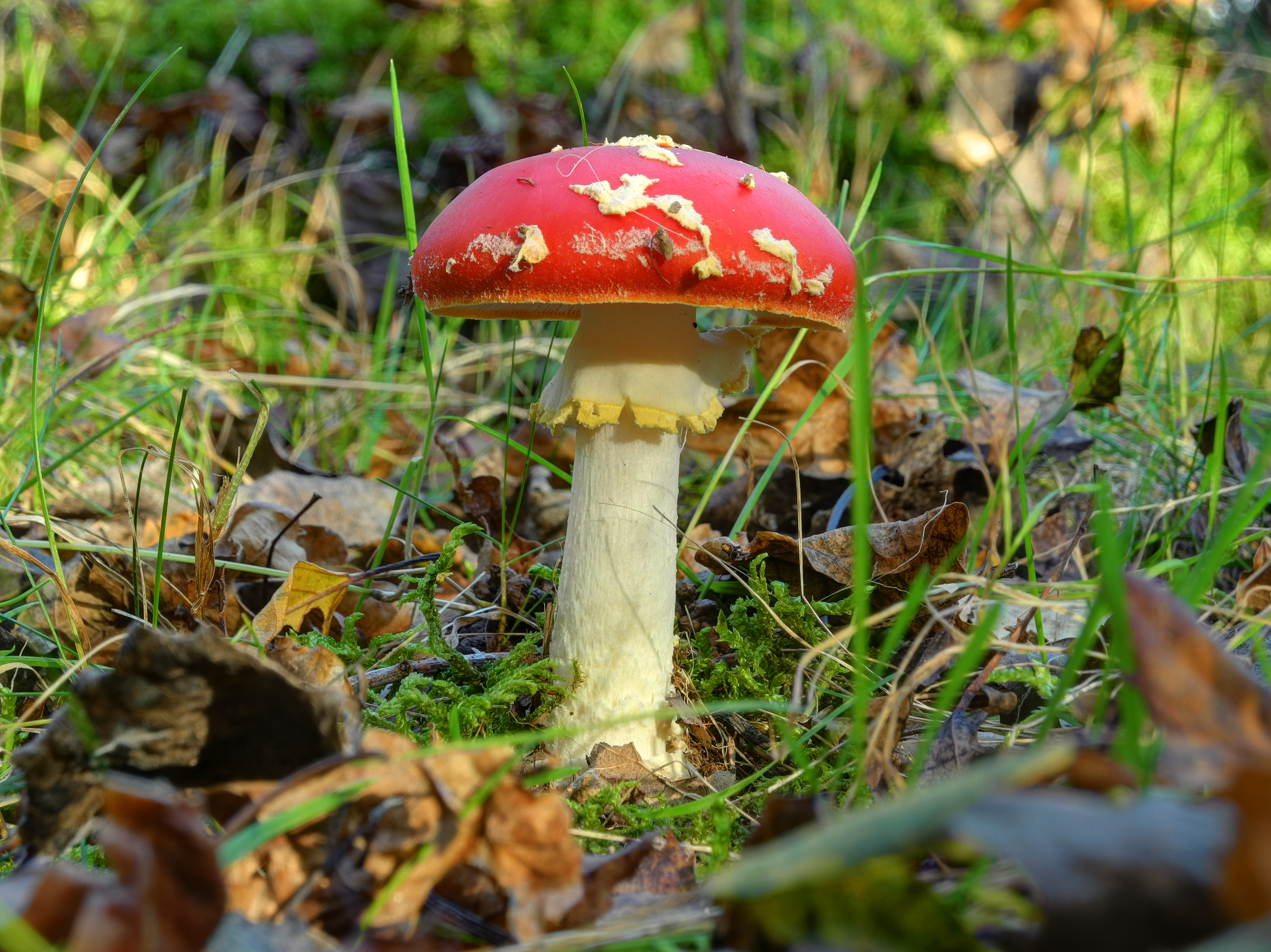
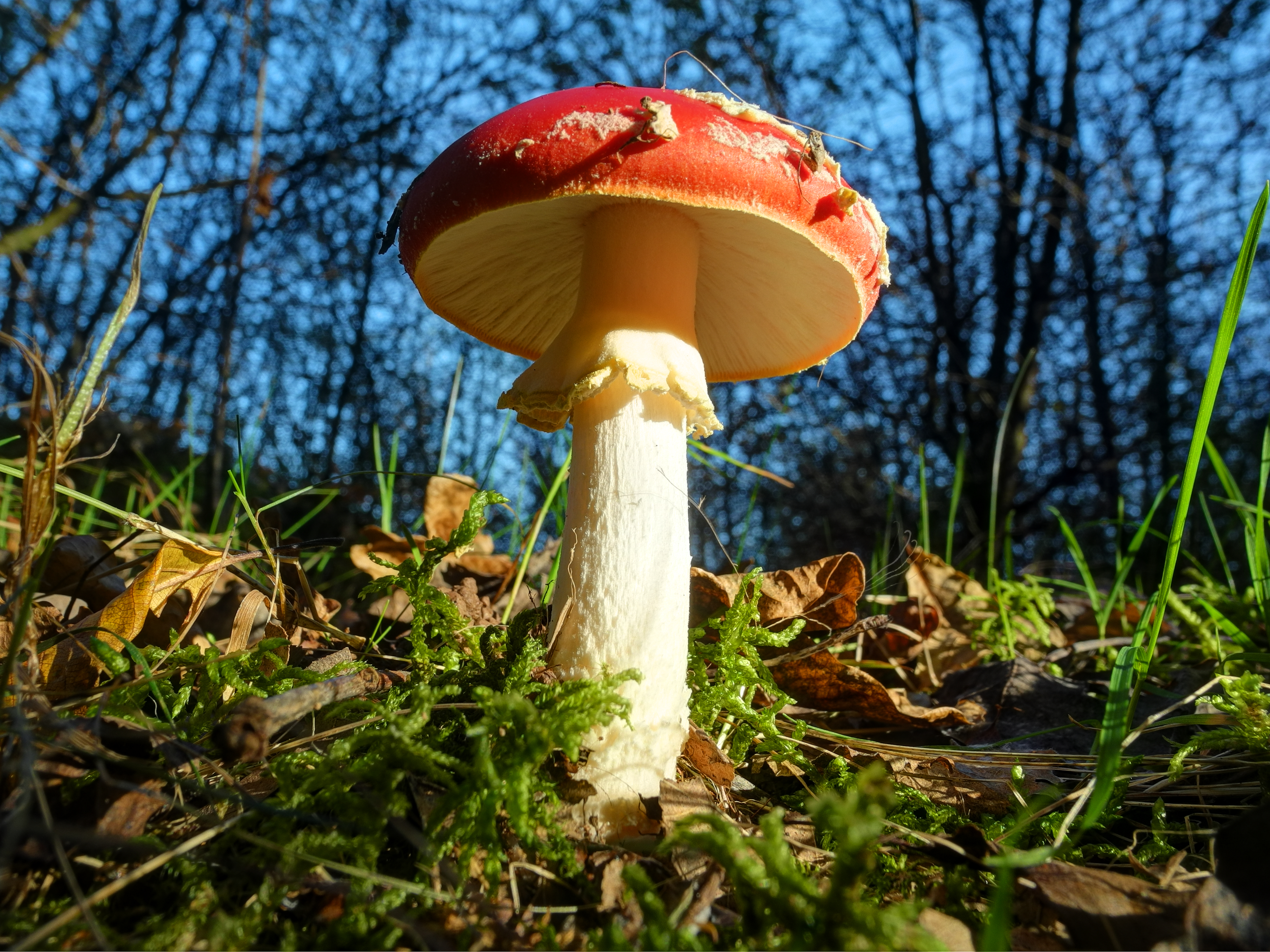

sv:Röd flugsvamp